# Sadieville (Kentucky)
Sadieville es una ciudad ubicada en el condado de Scott en el estado estadounidense de Kentucky. En el Censo de 2010 tenía una población de 303 habitantes y una densidad poblacional de 107,53 personas por km².

## Geografía
Sadieville se encuentra ubicada en las coordenadas 38°23′30″N 84°32′11″O / 38.39167, -84.53639. Según la Oficina del Censo de los Estados Unidos, Sadieville tiene una superficie total de 2.82 km², de la cual 2.75 km² corresponden a tierra firme y (2.3%) 0.06 km² es agua.

## Demografía
Según el censo de 2010, había 303 personas residiendo en Sadieville. La densidad de población era de 107,53 hab./km². De los 303 habitantes, Sadieville estaba compuesto por el 97.36% blancos, el 0% eran afroamericanos, el 0% eran amerindios, el 0.33% eran asiáticos, el 0% eran isleños del Pacífico, el 0% eran de otras razas y el 2.31% pertenecían a dos o más razas. Del total de la población el 1.98% eran hispanos o latinos de cualquier raza.